# Angela Vincent
Pour les articles homonymes, voir Vincent.
Angela Carmen Vincent, née en 1942, est une médecin universitaire britannique, spécialiste en neuroimmunologie. Elle est professeure au Somerville College de l'université d'Oxford.

## Travaux
Angela Vincent dirige à Oxford un groupe de recherche à l'Institut Weatherall de médecine moléculaire dont les domaines d'activité vont de la biologie moléculaire à la biochimie, à l'immunologie cellulaire et à la neurophysiologie intracellulaire.
La recherche du groupe se concentre sur les maladies de la jonction neuromusculaire et des nerfs périphériques de cause autoimmune ou génétique, notamment la myasthénie, le syndrome myasthénique de Lambert-Eaton et la neuromyotonie. Ses contributions majeures sont :
- la découverte d'anticorps dirigés contre les canaux ioniques à la jonction nerf-muscle dans la pathogenèse de ces maladies ;
- la démonstration que le transfert de ces anticorps à travers le placenta de la femme enceinte au fœtus in utero peut causer des anomalies du développement.

Elle a aussi  identifié plusieurs mutations génétiques responsables de maladies neuromusculaires.
Le 12 janvier 2009, elle prononce une conférence prestigieuse, la seconde  au , consacrée au domaine émergent des maladies autoimmunes du système nerveux central médiées par des auto-anticorps, devant une audience de cliniciens et de chercheurs.

## Distinctions
- Membre de la Royal Society[2]